# Phyllachora laurinearum
Phyllachora laurinearum är en svampart som beskrevs av Racib. 1900. Phyllachora laurinearum ingår i släktet Phyllachora och familjen Phyllachoraceae.   Inga underarter finns listade i Catalogue of Life.